# Palena (Olaszország)
Palena község (comune) Olaszország Abruzzo régiójában, Chieti megyében.

## Fekvése
A megye délnyugati részén fekszik. Határai: Ateleta, Campo di Giove, Cansano, Gamberale, Lettopalena, Montenerodomo, Pacentro, Pescocostanzo és Taranta Peligna.

## Története
Első írásos említése a 12. századból származik. A következő századokban nemesi birtok volt. Önállóságát a 19. század elején nyerte el, amikor a Nápolyi Királyságban felszámolták a feudalizmust.

## Népessége
A népesség számának alakulása:

## Főbb látnivalói
- Sant’Antonio-templom
- San Francesco-templom
- Madonna dell’Altare-templom
- Madonna della Neve-templom
- Madonna del Rosario-templom